# Jane Eyre (film, 1997)
Jane Eyre är en brittisk TV-film från 1997 i regi av Robert Young. Filmen är baserad på Charlotte Brontës roman Jane Eyre från 1847. I huvudrollerna ses Samantha Morton och Ciarán Hinds.

## Rollista i urval
- Samantha Morton – Jane Eyre
- Ciarán Hinds – Edward Fairfax Rochester
- Laura Harling – Jane som barn
- Rupert Penry-Jones – St. John Rivers
- Gemma Jones – mrs Alice Fairfax
- Timia Berthome – Adele
- Michael Denigris – mr Brocklehurst
- Abigail Cruttenden – Blanche Ingram
- Ben Sowden – John Reed
- Deborah Findlay – mrs Reed